# جدال با جهل
جدال با جهل کتابی است که، به اعتبارِ روی جلد، به کوششِ نوشابه امیری از گفتگو با بهرام بیضایی در سالِ ۱۳۷۰ فراهم و بعدها بازنویسی و به سالِ ۱۳۸۸ منتشر شد.

## متن
«گفت‌وگویی با بهرام بیضایی درباره‌ی کشف سینما و فیلم‌سازی و زن در آثار او» است به اضافهٔ مقاله‌ای بی‌نام از نوشابه امیری دربارهٔ کارِ بیضایی. متنِ مختصرتری از کتاب در اردیبهشتِ ۱۳۷۸ در مجلّهٔ گزارش فیلم (۱۲۵) منتشر شده بود. کتاب سالِ ۱۳۸۸ به وسیلهٔ نشرِ ثالث منتشر شد.

## در نظرِ دیگران
فرج سرکوهی بخش‌هایی از این گفتگو را گزارش و تحلیلِ «شاخصه‌های روشنفکری» شناخت و بیضایی را «تجسمِ» این‌ها دانست. به عقیدهٔ هم او مقالهٔ امیری در این کتاب نیز «از بهترین تحلیل‌هایی است که درباره آثار بیضایی نوشته شده است.» میلاد عظیمی نیز «تلقی و نگاه بیضایی به مقوله «مردم»» در این گفتگو را «معتدل و سنجیده» شناخته و، همچون سرکوهی، نامِ کتاب را مناسبِ کارِ بیضایی دید. نوشابه امیری سال‌ها بعد گفت که این نام برگزیدهٔ خودِ بیضایی بوده از میانِ چند عنوانِ پیشنهادی.

## فیلم
صدا یا فیلمی از این گفتگو منتشر نشده؛ ولی پاره‌هایی از گفته‌های بیضایی در این کتاب در فیلمِ اعتراضِ بهرام بیضایی (۱۳۹۹) اجرا شده است.